# Niulakita
Niulakita Tuvalu legdélebbi szigete. A szigetet az Egyesült Királyság vette még az 1900-as évek elején, hogy csökkentsék a népsűrűséget. A 2002-es népszámlálás adatai alapján 35 fő lakik itt. 4 tó és egy falu van a szigeten, valamint itt is, mint mindenhol máshol megtalálható a falu háza, ami találkozási  és szabadidős helyként is szolgál. A sziget tojás alakú, hossza 1 km.

## Külső hivatkozások
- Niulakita Archiválva 2019. november 19-i dátummal a Wayback Machine-ben